# Pierre Dalem
Pierre Antoine Henri Joseph Dalem (Luik, 16 maart 1912 - plaats en datum van overlijden onbekend) was een Belgisch voetballer die speelde als verdediger. Hij voetbalde in de Eerste klasse bij Standard Luik en speelde 23 interlands met het Belgisch voetbalelftal.

## Loopbaan
Dalem debuteerde als verdediger in het eerste elftal van Standard Luik in juli 1931 en verwierf er vanaf het seizoen 1933/34 een vaste basisplaats. In 1934 eindigde Dalem met Standard op de derde plaats en in 1936 op de tweede plaats in de Eerste klasse. In 1939 zette Dalem een punt achter zijn spelersloopbaan op het hoogste niveau. Hij speelde in totaal 162 wedstrijden voor Standard en scoorde hierbij 5 doelpunten.
Tussen 1935 en 1939 speelde Dalem 23 wedstrijden met het Belgisch voetbalelftal. Hij zat in de eindrondeselectie voor het Wereldkampioenschap voetbal 1938 in Frankrijk maar speelde er geen wedstrijden.